# Stefania (naam)
Stefania is een Griekse/Italiaanse voornaam die wordt gegeven aan meisjes. De naam komt zowel uit Griekenland als uit Italië. Het komt van het woord stephanos, wat kroon of bekroond betekent.

## Uitspraak
De naam wordt uitgesproken met de klemtoon op de "a": Ste | fà | ni | a of ook Ste | fà | nja.  In veel landen bestaan er namen die hierop lijken, zoals Stefanie, Stephanie, Stefany en Steph.

## Bekende mensen die Stefania heten
- Stefania Liberakakis
- Stefanía Fernández
- Stefania Sandrelli
- Stefania Belmondo
- Stefania Bonfadelli